# اسقف اسکندریه
اسقف اسکندریه (انگلیسی: Patriarch of Alexandria) اسقف اعظم اسکندریه، مصر است. از لحاظ تاریخی، این منصب دارای نام "پاپ" (از نظر ریشه‌شناسی "پدر"، مانند "ابوت") است. اسقف اسکندریه قبل از قسطنطنیه یا سریر اسقف اورشلیم (به همراه مسیحیت اولیه روم و انطاکیه) به عنوان یکی از سه مقر اصلی اسقف مورد احترام بود و وضعیت مشابهی به آنها اعطا شد (به ترتیب در ۳۸۱ و ۴۵۱). اسکندریه توسط شوراهای اسکندریه به مقام ارشد اسقفی (مطران) ارتقا یافت، و این وضعیت توسط قانون ششم اولین شورای نیقیه تصویب شد، که تصریح کرد که تمام استانهای اسقفی مصر تابع مرکز شهری اسکندریه (که قبلاً رسم رایج بود) هستند. در قرن ششم، به این پنج اسقف اعظم رسماً عنوان "پاتریارک" اعطا شد و متعاقباً به عنوان پنتارکی شناخته شدند.